# جورجتاون ،مقاطعة فلويد (إنديانا)
جورجتاون، مقاطعة فلويد (بالإنجليزية: Georgetown, Floyd County, Indiana)‏ هي بلدة أمريكية تقع في الولايات المتحدة في مقاطعة فلويد (إنديانا). يقدر عدد سكانها بـ 2,876 نسمة ومساحتها 5.36 كم2 .

## التركيبة السكانية
قام مكتب تعداد الولايات المتحدة بتحديد بيانات التركيبة السكانية لجورجتاون، مقاطعة فلويد في تعداد الولايات المتحدة. في ما يلي، التركيبة السكانية حسب تعدادي 2000 و2010.

### تعداد عام 2000
بلغ عدد سكان جورجتاون، مقاطعة فلويد 2,227 نسمة بحسب تعداد عام 2000، وبلغ عدد الأسر 794 أسرة وعدد العائلات 655 عائلة مقيمة في البلدة.
وتوزع التركيب العرقي للبلدة بنسبة 98.61% من البيض و 0.13% من الأمريكيين الأصليين و 0.22% من الأمريكيين ذوي الأصول الآسيوية و 0.04% من سكان جزر المحيط الهادئ و 0.22% من الأمريكيين الأفارقة و 0.63% من عرقين مختلطين أو أكثر.
بلغ عدد الأسر 794 أسرة كانت نسبة 44.0% منها لديها أطفال تحت سن الثامنة عشر تعيش معهم، وبلغت نسبة الأزواج القاطنين مع بعضهم البعض 68.4% من أصل المجموع الكلي للأسر، ونسبة 10.7% من الأسر كان لديها معيلات من الإناث دون وجود شريك، وكانت نسبة 17.4% من غير العائلات. تألفت نسبة 14.7% من أصل جميع الأسر من أفراد ونسبة 4.4% كانوا يعيش معهم شخص وحيد يبلغ من العمر 65 عاماً فما فوق. وبلغ متوسط حجم الأسرة المعيشية 3.09، أما متوسط حجم العائلات فبلغ 2.80.
بلغ العمر الوسطي للسكان 34 عاماً. وكانت نسبة 27.8% من القاطنين تحت سن الثامنة عشر، وكانت نسبة 7.9% بين الثامنة عشر والأربعة وعشرون عاماً، ونسبة 34.0% كانت واقعةً في الفئة العمرية ما بين الخامسة والعشرون حتى والأربعة وأربعون عاماً، ونسبة 24.0% كانت ما بين الخامسة والأربعون حتى الرابعة والستون، ونسبة 6.2% كانت ضمن فئة الخامسة والستون عاماً فما فوق. يوجد لكل 100 أنثى 101.7 ذكر، ويوجد لكل 100 أنثى في الثامنة عشر من عمرها فما فوق 95.0 ذكر.
بلغ متوسط دخل الأسرة في البلدة 48,795 دولار، أما متوسط دخل العائلة فبلغ 51,667 دولار. وكان متوسط دخل الذكور 36,204 دولار مقابل 25,987 دولار للإناث. وسجل دخل الفرد الخاص بالبلدة 18,645 دولار. وكانت نسبة 2.7% من العائلات ونسبة 3.1% من السكان تحت خط الفقر، وكان من هؤلاء نسبة 3.2% تحت سن الثامنة عشر ونسبة 2.0% في الخامسة والستين من العمر وما فوق.

### تعداد عام 2010
بلغ عدد سكان جورجتاون، مقاطعة فلويد 2,876 نسمة بحسب تعداد عام 2010، وبلغ عدد الأسر 1,088 أسرة وعدد العائلات 814 عائلة مقيمة في البلدة. في حين سجلت الكثافة السكانية 1,402.9 نسمة لكل ميل مربع (541.7/كم2). وبلغ عدد الوحدات السكنية 1,166 وحدة بمتوسط كثافة قدره 568.8 لكل ميل مربع (219.6/كم2).
وتوزع التركيب العرقي للبلدة بنسبة 97.3% من البيض و 0.3% من الأمريكيين الأصليين و 0.6% من الأمريكيين ذوي الأصول الآسيوية و 0.3% من الأمريكيين الأفارقة و 1.1% من عرقين مختلطين أو أكثر.
بلغ عدد الأسر 1,088 أسرة كانت نسبة 40.8% منها لديها أطفال تحت سن الثامنة عشر تعيش معهم، وبلغت نسبة الأزواج القاطنين مع بعضهم البعض 58.4% من أصل المجموع الكلي للأسر، ونسبة 11.9% من الأسر كان لديها معيلات من الإناث دون وجود شريك، بينما كانت نسبة 4.6% من الأسر لديها معيلون من الذكور دون وجود شريكة وكانت نسبة 25.2% من غير العائلات. تألفت نسبة 21.2% من أصل جميع الأسر من أفراد ونسبة 6.8% كانوا يعيش معهم شخص وحيد يبلغ من العمر 65 عاماً فما فوق. وبلغ متوسط حجم الأسرة المعيشية 3.08، أما متوسط حجم العائلات فبلغ 2.64.
بلغ العمر الوسطي للسكان 35.4 عاماً. وكانت نسبة 27.7% من القاطنين تحت سن الثامنة عشر، وكانت نسبة 6.9% بين الثامنة عشر والأربعة وعشرون عاماً، ونسبة 29.9% كانت واقعةً في الفئة العمرية ما بين الخامسة والعشرون حتى والأربعة وأربعون عاماً، ونسبة 26.5% كانت ما بين الخامسة والأربعون حتى الرابعة والستون، ونسبة 9% كانت ضمن فئة الخامسة والستون عاماً فما فوق. وتوزع التركيب الجنسي للسكان بنسبة 48.3% ذكور و51.7% إناث.